# セルゲイ・モロゾフ
セルゲイ・モロゾフ（カザフ語: Сергей Морозов、英語: Sergey Morozov、1989年6月14日 - ）は、カザフスタンの男性総合格闘家。アクトベ州アクトベ出身。エルキン・クシュ所属。元M-1 Globalバンタム級王者。

## 来歴
7歳からサッカーを始め、17歳からカザフスタン・プレミアリーグ傘下のビリンシ・リーガでプレーしたが、喧嘩早い性格などが災いして退団した。2008年にプロ総合格闘技デビュー。

### M-1 Global
2014年11月25日、M-1 Global初参戦となったM-1 Challenge 53でリジリガラ・アムと対戦し、パウンドで2RTKO勝ち。
2018年2月22日、M-1 Challenge 88のM-1 Globalバンタム級タイトルマッチで王者モフサル・エフロエフと対戦し、リアネイキドチョークで3R一本負け。王座獲得に失敗した。

#### M-1 Global王座獲得
2019年6月28日、M-1 Challenge 102のM-1 Globalバンタム級王座決定戦でアレクサンドル・オセトロフと対戦し、パウンドで4RTKO勝ち。王座獲得に成功した。

### UFC
2021年1月20日、UFC初参戦となったUFC on ESPN: Chiesa vs. Magnyでウマル・ヌルマゴメドフと対戦し、リアネイキドチョークで2R一本負け。
2022年2月12日、UFC 271でダグラス・シウバ・ジ・アンドラージと対戦し、激闘の末にリアネイキドチョークで2R一本負け。敗れはしたものの、ファイト・オブ・ザ・ナイトを受賞した。

## 戦績
| 総合格闘技 戦績 | 総合格闘技 戦績 | 総合格闘技 戦績 | 総合格闘技 戦績 | 総合格闘技 戦績 | 総合格闘技 戦績 | 総合格闘技 戦績 |
| --------------- | --------------- | --------------- | --------------- | --------------- | --------------- | --------------- |
| 24 試合         | (T)KO           | 一本            | 判定            | その他          | 引き分け        | 無効試合        |
| 19 勝           | 8               | 3               | 8               | 0               | 0               | 0               |
| 5 敗            | 1               | 3               | 1               | 0               | 0               | 0               |

| 勝敗 | 対戦相手                           | 試合結果                                     | 大会名                                            | 開催年月日     |
| ○    | ジャーニー・ニューソン             | 5分3R終了 判定3-0                            | UFC Fight Night: Cannonier vs. Strickland         | 2022年12月17日 |
| ○    | ハウリアン・パイバ                 | 5分3R終了 判定3-0                            | UFC on ESPN 38: Tsarukyan vs. Gamrot              | 2022年6月25日  |
| ×    | ダグラス・シウバ・ジ・アンドラージ | 2R 3:24 リアネイキドチョーク                 | UFC 271: Adesanya vs. Whittaker 2                 | 2022年2月12日  |
| ○    | カリッド・タハ                     | 5分3R終了 判定3-0                            | UFC on ESPN 26: Makhachev vs. Moisés              | 2021年7月17日  |
| ×    | ウマル・ヌルマゴメドフ             | 2R 3:39 リアネイキドチョーク                 | UFC on ESPN 20: Chiesa vs. Magny                  | 2021年1月20日  |
| ○    | ジョシュ・レッティングハウス       | 5分5R終了 判定3-0                            | M-1 Challenge 105 【M-1バンタム級タイトルマッチ】 | 2019年10月19日 |
| ○    | アレクサンドル・オセトロフ         | 4R 1:40 TKO（パウンド）                      | M-1 Challenge 102 【M-1バンタム級王座決定戦】     | 2019年6月28日  |
| ○    | バキトベク・ドゥイショバイ・ウール | 1R 4:15 KO（パンチ連打）                     | M-1 Challenge 100                                 | 2018年12月15日 |
| ○    | バイル・シュテピン                 | 5分3R終了 判定3-0                            | M-1 Challenge 98                                  | 2018年11月2日  |
| ○    | ザカ・ファツラザデ                 | 1R 4:34 TKO（パウンド）                      | M-1 Challenge 95                                  | 2018年7月21日  |
| ×    | モフサル・エフロエフ               | 3R 3:47 リアネイキドチョーク                 | M-1 Challenge 88 【M-1バンタム級タイトルマッチ】  | 2018年2月22日  |
| ○    | ルアン・フェルナンデス             | 2R 4:48 TKO（パンチ連打）                    | M-1 Challenge 83                                  | 2017年9月24日  |
| ○    | ファブリシオ・サラフ               | 5分3R終了 判定3-0                            | M-1 Challenge 76                                  | 2017年4月22日  |
| ×    | ジョシュ・レッティングハウス       | 1R 4:22 KO（パンチ連打）                     | M-1 Challenge 73                                  | 2016年12月9日  |
| ○    | ユン・ジンリー                     | 5分3R終了 判定3-0                            | KZMMAF: Battle of Nomads 9                        | 2016年8月8日   |
| ○    | ハファエル・ディアス               | 5分3R終了 判定3-0                            | M-1 Challenge 69                                  | 2016年7月16日  |
| ×    | パベル・ヴィトルク                 | 5分3R終了 判定0-3                            | M-1 Challenge 64                                  | 2016年2月19日  |
| ○    | アンディ・ヤング                   | 2R 3:50 TKO（左バックハンドブロー→パウンド） | M-1 Challenge 59                                  | 2015年7月3日   |
| ○    | ザファル・サリモフ                 | 1R リアネイキドチョーク                      | KZMMAF: Battle of Nomads 4                        | 2015年5月24日  |
| ○    | ボガール・クロス                   | 1R 3:44 TKO（パンチ連打）                    | KZMMAF: Battle of Nomads 3                        | 2015年4月11日  |
| ○    | アンドラニク・カラペティヤン       | 1R 1:52 リアネイキドチョーク                 | Professional Combat Samb: Eurasian Economic Union | 2015年2月21日  |
| ○    | リジリガラ・アム                   | 2R 4:40 TKO（パウンド）                      | M-1 Challenge 53                                  | 2014年11月25日 |
| ○    | ミラト・ベキシェフ                 | 2R KO（パンチ連打）                          | Astana Fight Club 2                               | 2012年10月20日 |
| ○    | アンドレイ・ミハイロフ             | サブミッション                               | Profi Mix Fight Championship 2                    | 2008年2月22日  |

## 獲得タイトル
- 第3代M-1 Globalバンタム級王座（2019年）

## 表彰
- UFC ファイト・オブ・ザ・ナイト（1回）